# Antonio Arnao y Espinosa de los Monteros
Antonio Arnao y Espinosa de los Monteros (Múrcia, 2 de febrer de 1828 - Madrid, 14 de febrer de 1889) fou un poeta espanyol, acadèmic de la Reial Acadèmia Espanyola.
La seva vida transcorre paral·lela a la del seu amic i compatrici el poeta José Selgas y Carrasco: com ell va freqüentar les tertúlies literàries murcianes, va marxar molt jove a Madrid i va ser funcionari públic, del Partit Moderat i membre de la Reial Acadèmia de la Llengua. Sota la influència d'Alphonse de Lamartine i amb pròleg de Selgas va escriure Himnos y quejas (1851), en que alterna la inspiració religiosa i l'ànsia de fra Luis de León de retir íntim, encara que a la manera de Selgas i fins i tot superant-ho moltes vegades, i Melancolías, rimas y cantigas (1857). També és autor de la novel·la en vers El caudillo de los ciento i les becquerianes Trovas castellanas i Gotas de rocío (1880). Va escriure el drama líric Don Rodrigo. Tant ell com Selgas foren imitats per les poetesses María Pilar Sinués Navarro i Narcisa Pérez Reoyo.
També va col·laborar amb la revista il·lustrada madrilenya El Globo Ilustrado.